# Amineptina
A amineptina (nomes comerciais: Directim, Survector, entre outros) é um fármaco utilizado como antidepressivo. É uma molécula derivada dos tricíclicos mas seu mecanismo de ação é essencialmente dopaminérgico, enquanto que os outros antidepressivos tricíclicos são essencialmente noradrenérgicos e serotoninérgicos.